# Emmaboda
Emmaboda – miejscowość (tätort) w Szwecji, w regionie administracyjnym (län) Kalmar, w gminie Emmaboda. Siedziba gminy Emmaboda.

## Położenie
Miejscowość znajduje się w samym środku Trójmiasta Växjö, Kalmar i Karlskrona. Wszystkie trzy miasta oddalone są sześćdziesiąt kilometrów od Emmaboda.

## Historia
Miasto do 1875 nosiło nazwę Gantesbo. Potem były tylko dwa domy w Gantesbo, które pozostały do dziś. Domy są nazywane Gantesbo A i Gantesbo B. Jeden z domów znajduje się na Bökön. Drugi stoi na wzgórzu niedaleko szkoły Bjurbäck.

## Demografia
Według danych Szwedzkiego Urzędu Statystycznego liczba ludności wyniosła: 4 818 (31 grudnia 2015), 5 035 (31 grudnia 2018) i 5 074 (31 grudnia 2019).

## Kultura
Co roku od 1988 odbywa się tutaj festiwal muzyki pop.

## Przemysł
W Emmaboda znajdują się dwa przedsiębiorstwa Emmaboda glasverk (założone w 1919) i Xylem Water Solutions AB.